# Liste der Naturdenkmale in Großdubrau
Die Liste der Naturdenkmale in Großdubrau nennt die Naturdenkmale in Großdubrau im sächsischen Landkreis Bautzen.

## Definition
„Naturdenkmäler sind rechtsverbindlich festgesetzte Einzelschöpfungen der Natur oder entsprechende Flächen bis zu fünf Hektar, deren besonderer Schutz erforderlich ist
1. aus wissenschaftlichen, naturgeschichtlichen oder landeskundlichen Gründen oder
2. wegen ihrer Seltenheit, Eigenart oder Schönheit.“

## Liste
Link zu einem Kartenansichtstool, um Koordinaten zu setzen.
| Bild | Bezeichnung                                  | Lage                                          | Beschreibung | Datum | Nummer |
| ---- | -------------------------------------------- | --------------------------------------------- | ------------ | ----- | ------ |
| BW   | Lindenberg Dahlowitz                         | Dahlowitz (51° 14′ 0,8″ N, 14° 26′ 32,6″ O)   |              |       | B093   |
| BW   | 3 Linden                                     | Göbeln (51° 17′ 1,9″ N, 14° 31′ 29,2″ O)      |              |       | 252    |
| BW   | Winterlinde                                  | Spreewiese (51° 16′ 49,6″ N, 14° 31′ 58,4″ O) |              |       | 253    |
| BW   | Sumpfstelle Jesor                            | Göbeln (51° 18′ 9,4″ N, 14° 31′ 52″ O)        |              |       | BZ010  |
| BW   | Quarzitsteinbruch Caminaberg                 | Jetscheba (51° 18′ 38,8″ N, 14° 29′ 10,9″ O)  |              |       | BZ011  |
| BW   | Feuchtwiesenschutzgebiet Crosta              | Crosta (51° 16′ 35″ N, 14° 27′ 21,4″ O)       |              |       | BZ012  |
| BW   | Sandberg Adolfshütte                         | Crosta (51° 16′ 2,7″ N, 14° 26′ 24,7″ O)      |              |       | BZ013  |
| BW   | Waldschutzgebiet Sdier (Standort Königsfarn) | Sdier (51° 17′ 4,8″ N, 14° 28′ 25,3″ O)       |              |       | BZ054  |
| BW   | Feuchtwiesen Windmühlenberg Großdubrau       | Sdier (51° 15′ 46,1″ N, 14° 29′ 3,8″ O)       |              |       | BZ078  |